# シェルドン・リチャードソン
シェルドン・リチャードソン（Sheldon Adam Richardson、1990年11月29日 - ）はミズーリ州セントルイス出身のアメリカンフットボール選手。現在フリーエージェント。ポジションはディフェンシブタックル、ディフェンシブエンド。

## 経歴
高校時代にはサック19回に加え、タイトエンドとして8タッチダウンを記録した。学業成績不振のため、当初進学予定だったミズーリ大学には進学できず、ジュニアカレッジで2年間過ごした。その後ミズーリ大学に転校し2011年シーズンには肩の負傷をかかえながら2試合に先発してタックル37回、ロスタックル8回、サック2回を記録し、オールビッグ12に選出された。

### ニューヨーク・ジェッツ

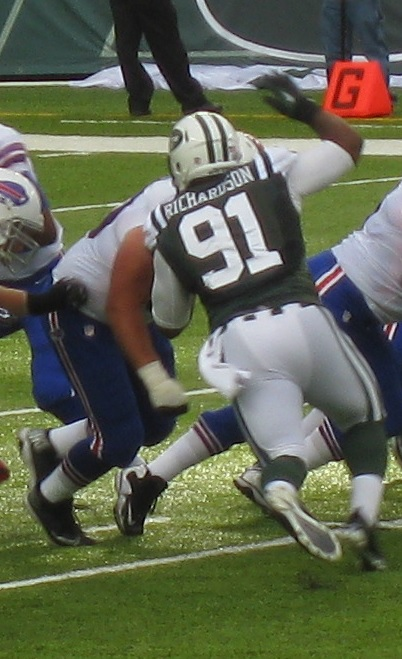
ジェッツ時代、2013年第3週のバッファロー・ビルズ戦でパスラッシュをするリチャードソン

2013年のNFLドラフト1巡13位でニューヨーク・ジェッツに指名され、7月25日に4年契約を結んだ。11月には月間最優秀新人賞に選ばれた。ジェッツの選手が選ばれるのは2009年のマーク・サンチェス以来であった。第17週のマイアミ・ドルフィンズ戦ではフルバックとしても起用され、キャリー2回1タッチダウンをあげた。この年、タックル78回、3.5サックの成績を残し、AP通信NFL守備新人王に選出された。
2014年シーズンはタックル66回、8.0サックを挙げ、プロボウルに選ばれた。
2015年シーズンは、リーグの薬物規定違反の為、開幕から4試合の出場停止処分を受けた。
2015年10月15日、シーズン初出場となったワシントン・レッドスキンズ戦では相手QBのカーク・カズンズに対し、3タックルと0.5サックを記録し34-20での勝利に貢献した。
2015年シーズンは11試合に出場し、35タックル、5サック、2ファンブルフォースを記録した。
2016年シーズンは15試合に先発し、62回のタックル(内38回のソロタックル)1.5サック、1ファンブルフォースを記録した。

### シアトル・シーホークス
2017年9月1日、ジャーメイン・カースとドラフト2巡目との交換トレードでシアトル・シーホークスに移籍した。 
このシーズンは15試合に先発出場し、44回のタックル(内27回のソロタックル)、1サック、1インターセプト、1ファンブルフォースを記録した。

### ミネソタ・バイキングス
2018年3月16日にミネソタ・バイキングスと1年契約を結んだ。 レギュラーシーズン全16戦に先発し、49回のタックルと4.5回のサックを記録した。

### クリーブランド・ブラウンズ
2019年3月14日にクリーブランド・ブラウンズと3年契約を結んだ。
第12週のマイアミ・ドルフィンズ戦ではライアン・フィッツパトリックを2度サックし、41–24の勝利に貢献した。
2021年4月16日にリリースされた。

### バイキングス復帰
2021年6月16日にミネソタ・バイキングスと契約し、3年ぶりにバイキングスに復帰した。